# Wolfgang Lazius

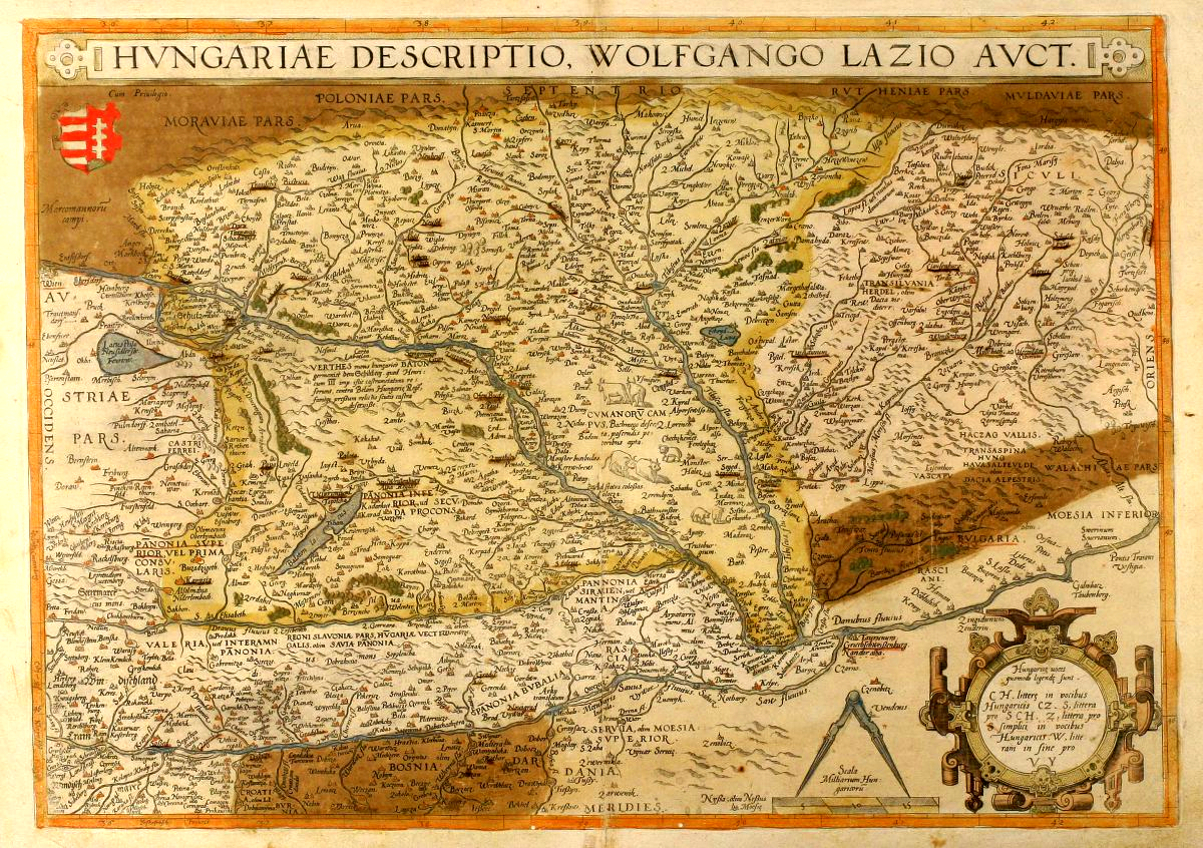
Wolfgang Lazius nagy Magyarország-térképe

Wolfgang Lazius (vagy Laz, magyarosan Lazius Farkas, illetve Lázi Farkas; Bécs, 1514. október 31. – Bécs, 1565. június 19.) osztrák humanista tudós, történetíró, térképész, orvos, egyetemi tanár.

## Életpályája
Az ingolstadti egyetemen folytatott orvosi tanulmányokat. 1536-ban a császári hadsereggel mint tábori orvos jött Magyarországra. 1540-től a humaniorák, később az orvostudomány egyetemi tanára volt Bécsben. 1546-ban kiadta Vienna Austriae című művét, Bécs városának első helytörténetét. E munkájával megnyerte I. Ferdinánd kegyét, aki őt udvari orvosává, tanácsossá, császári történetíróvá és lovaggá tette.

## Művei
- Vienna Austriae. Rerum Viennensium commentarij in quartuor libros distincti, Basel 1546
- Reipublicae Romanae commentarii
- Rerum Graecarum
- Des Khunigreichs Hungern sampt seinen eingeleibten Landen grundtliche und warhafftige Chorographica beschreybung, Wien, Zimmermann, 1556.
- Fő műve: De aliquot gentium migrationibus sedibus fixis, reliquiis, linguarumque initiis et immutationibus ac dialectis, Basel, 1557. A népvándorláskor történetéről szól.[1]
- Typi chorographici provinciae Austriae cum explicatione earundem pro commentariis rerum austriacarum concinnati Wien, Zimmermann, 1561 - Ausztria első nyomtatott térképével

### Magyar szempontból nevezetesebb történelmi művei
- De rebus fortiter ac feliciter gestis a Ferdinando Romanorum rege in Hungaria, Bohemia et Saxonia
- Regni Ungariae archaeologiae libri - Magyarország térképével (Chorographia Pannonia)
- Rerum anno 1556 contra Turcas gestarum brevis descriptio[2]
- Commentariorium ingenealogiam Austriacam (Basel 1564)

### Térképei
Térképei a későbbi korokban térképészeti alapforrások lettek. Térképei alapján készültek Abraham Ortelius Theatrum Orbis Terrarum atlaszának Ausztriát, Karintiát és Magyarországot ábrázoló lapjai. Magyarországot ábrázoló Regni Hungariae Descriptio vera című térképe (1552) a második eredeti nyomtatott Magyarország-térkép a Lázár deák féle Tabula Hungariae után. Lazius ezt a térképét a török harcokról és Magyarország leírásáról szóló történeti munkái mellékletéül szánta. Lázár deák térképének hibáit akarta kijavítani, azonban még annál is több tárgyi tévedést ejtett.